# Always (canção de Aysel & Arash)
"Always" (Sempre) foi a canção que representou o Azerbaijão no Festival Eurovisão da Canção 2009 que teve lugar em Moscovo, capital da Rússia, em 14 de maio desse ano.
A referida canção foi interpretada em inglês por Aysel Teymurzadeh e Arash. Foi a 12.ª canção a ser interpretada na noite da primeira semifinal, depois da canção da Hungria "Dance With Me" e antes da canção da Grécia "This Is Our Night". Terminou a competição em segundo lugar tendo recebido 180 pontos, conseguindo passar à final.
Na final, foi a terceira canção a ser interpretada na noite da primeira semifinal, depois da canção da Rússia "Mamo" e antes da canção da Bósnia e Herzegovina "Bistra voda". Terminou a competição em terceiro lugar tendo recebido 207 pontos.